# شیردم (سرده)
شیردم (سرده) (نام علمی: Lasiurus scindicus) نام یک گونه از تیره گندمیان است.